# Žitomir
Žitomir is een plaats in de gemeente Sveti Ivan Zelina in de Kroatische provincie Zagreb. De plaats telt 191 inwoners (2001).